# Enrique Breccia
Enrique Breccia (Buenos Aires, 26 de outubro de 1945) é um quadrinista argentino. Filho do também quadrinista Alberto Breccia, Enrique começou sua carreira na década de 1960. Colaborou com seu pai nos desenhos do livro Che - os últimos dias de um herói nacional (roteiro de Héctor Germán Oesterheld). Seu primeiro trabalho solo foi Conquista del Desierto. Começou a trabalhar no mercado norte-americano em 2000, em revistas como X-Force, da Marvel Comics, e Legion Worlds e Batman: Gotham Knights, da DC Comics. Também desenhou a graphic novel Lovecraft, publicada pela Vertigo em 2002. Atualmente, mora na Itália, publicando álbuns de quadrinhos neste país.
A edição brasileira do livro Che ganhou o Troféu HQ Mix de 2009 na categoria "Publicação de clássico".